# Langenbach (Bawaria)
Langenbach – miejscowość i gmina w Niemczech, w kraju związkowym Bawaria, w rejencji Górna Bawaria, w regionie Monachium, w powiecie Freising. Leży około 10 km na północny wschód od Freising, przy drodze B11 i linii kolejowej Monachium – Ratyzbona.

## Dzielnice
Dzielnicami w gminie są: Amperhof, Asenkofen, Großenviecht, Kleinviecht, Niederhummel, Oberbach, Oberhummel, Oftlfing, Rast, Schmidhausen i Windham.

## Demografia
Dane o ludności z 31 grudnia 2008:
| Opis                                | Ogółem | Ogółem | Kobiety | Kobiety | Mężczyźni | Mężczyźni |
| ----------------------------------- | ------ | ------ | ------- | ------- | --------- | --------- |
| Jednostka                           | osób   | %      | osób    | %       | osób      | %         |
| Populacja                           | 3886   | 100    | 2015    | 51,85   | 1871      | 48,15     |
| Wiek przedprodukcyjny (0–17 lat)    | 769    | 19,79  | 375     | 9,65    | 394       | 10,14     |
| Wiek produkcyjny (18–65 lat)        | 2590   | 66,65  | 1348    | 34,69   | 1242      | 31,96     |
| Wiek poprodukcyjny (powyżej 65 lat) | 527    | 13,56  | 292     | 7,51    | 235       | 6,05      |

## Polityka
Wójtem gminy jest Josef Brückl, rada gminy składa się z 16 osób.
|      | CSU | SPD | FWGO | PFWG | UW | Razem |
| 2008 | 3   | 3   | 4    | 5    | 1  | 16    |
| 2002 | 4   | 3   | 4    | 4    | 1  | 16    |